# Cantó de Domfront
El cantó de Domfront és un cantó francès del departament de l'Orne, situat al districte d'Alençon. Té 11 municipis i el cap es Domfront.

## Municipis
- Avrilly
- Ceaucé
- Champsecret
- Domfront
- La Haute-Chapelle
- Lonlay-l'Abbaye
- Rouellé
- Saint-Bômer-les-Forges
- Saint-Brice
- Saint-Clair-de-Halouze
- Saint-Gilles-des-Marais

## Història
| Data d'elecció                           | Identitat                | Partit            | Qualitat |
| ---------------------------------------- | ------------------------ | ----------------- | -------- |
| 1945-1973                                | Jacques Roulleaux-Dugage | RPF, després CNIP |          |
| 1973-1992                                | André Rocton             | UDR, després RPR  |          |
| 1992-                                    | Robert Loquet            | RPR, després UMP  |          |
| les dades anteriors no són pas conegudes |                          |                   |          |
|                                          |                          |                   |          |

## Demografia
| A partir de 1990: Població sense dobles comptes |